# Gobierno y política de Zimbabue
El Gobierno de Zimbabue es una república.

## Poder ejecutivo
El actual presidente es Emmerson Mnangagwa, quien es el tercer presidente del país a partir del 24 de noviembre de 2017.
El presidente es ejecutivo, es decir es a la vez jefe del gobierno. 
Su antecesor, Robert Mugabe, se consolidó en el poder por 37 años.
Hoy existe un consenso sobre que Mugabe fue un dictador. Los líderes de la oposición fueron encarcelados, los países africanos le hicieron el vacío en las conferencias internacionales[cita requerida], y su vecino, Sudáfrica, le llamó la atención de cara a los mundiales de fútbol.

## Poder legislativo
El parlamento es bicameral (aunque fue unicameral de 1989 hasta 2005), y está formado por Senado (cámara alta, existente desde 1980 hasta 1989 y de nuevo desde 2005) y la Asamblea Nacional de Zimbabue (cámara baja).
El Senado está formado por 66 escaños, de los cuales 50 (5 por provincia) son elegidos directamente por mayoría simple, mientras que 10 son nombrados por el presidente y otros 6 restantes son jefes tradicionales.
La Cámara de la Asamblea está formada por 150 escaños, de los cuales 120 son elegidos por votación popular durante un periodo de 5 años, 12 son designados directamente por el presidente, 10 son jefes tradicionales escogidos entre sus pares, y 8 son gobernadores provinciales designados también por el presidente.
Pero la Constitución de 2013 aumenta el número de senadores a 80 miembros, de los cuales 60 son electos por período de cinco años (6 por provincia), por método de lista proporcional. Además, la Cámara de la Asamblea está compuesta ahora de 210 escaños, en los que el ZANU, el partido gubernamental, ocupa la mayoría absoluta.

## Poder judicial
Basado en la ley tradicional y el derecho anglosajón. La judicatura está encabezada por el juez jefe de la corte suprema, que como en otros tribunales es nombrado directamente por el presidente en la comisión de servicios judiciales.

## Gobierno Local
Está dividido en 8 provincias y dos ciudades tienen rango provincial. Cada provincia está dirigida por un gobernador que es nombrado por el presidente.

## Partidos políticos y participación en organizaciones internacionales
El partido hegemónico es el ZANU-PF (Unión nacional africana de Zimbabue y frente patriótico) y el MDC (Movimiento para el cambio democrático) de Morgan Tsvangarain. 
Entre las organizaciones internacionales a las que pertenece además de las de la ONU, pertenece a la unión africana.

## Derechos Humanos
Existen sospechas de fraude electoral, la oposición denuncia un recorte sistemático de la libertad de expresión, falta de independencia del poder judicial, discriminación racial.